# Gnatheulia
Gnatheulia là một chi bướm đêm thuộc phân họ Tortricinae của họ Tortricidae.

## Các loài
- Gnatheulia gnathocera Razowski, 1997